# 보정고등학교
보정고등학교(寶亭高等學校)는 대한민국 경기도 용인시 기흥구 보정동에 있는 공립 고등학교이다.

## 학교 연혁
- 2003년 7월 23일 : 보정고등학교 건축물 착공
- 2005년 2월 25일 : 보정고등학교 건축물 준공
- 2005년 3월 1일 : 보정고등학교 설립
- 2005년 3월 1일 : 초대 주세훈 교장 취임
- 2005년 3월 4일 : 학교 개교 및 8학급 275명 입학
- 2008년 2월 15일 : 제1회 졸업장 수여식(7학급 228명)
- 2008년 10월 16일 : 다목적 강당 '보정관' 완공 개관
- 2009년 12월 30일 : 제2식당 완공 개관
- 2023년 3월 1일 : 제5대 김현웅 교장 취임
- 2024년 1월 5일 : 제17회 졸업장 수여식(10학급 289명, 총 졸업생 6,203명)
- 2024년 3월 4일 : 신입생 입학식(10학급 318명)

## 참고 자료
- 보정고등학교 - 한국교육학술정보원 학교알리미